# Hoca Çeşme
Hoca Çeşme ist eine neolithische Siedlung nahe Enez in Thrakien in der türkischen Provinz Edirne. Die Siedlung, ein niedriger Tell, wurde 1990 durch ein Team der Universität Istanbul unter Mehmet Özdoğan teilweise ausgegraben.
Bei den Ausgrabungen konnten sieben stratigraphische Horizonte festgestellt werden, die sich mindestens vier Siedlungsphasen zuordnen lassen. Die unterste Bauschicht erbrachte Rundhäuser mit 3–4 m Durchmesser. Die Keramik, eine monochrom schwarze, gut polierte Ware, entspricht der spätneolithischen Keramik Anatoliens.
In Schicht IV tritt weiterhin eine monochrome rote Keramik, oft mit S-Profilen, auf, die sich mit Westanatolien und der türkischen Ägäisküste verbinden lässt. In Schicht III sind dagegen mit roter Keramik mit weißer Bemalung Einflüsse aus dem heute bulgarischen Raum, namentlich der Karanovo-I-Kultur zu verzeichnen.
Absolute Daten:
Hoca Çeşme IV  ~ 6500-6100 cal BC
Hoca Çeşme III ~ 6100-5750 cal BC.
Ab Siedlungsphase II finden sich viereckige Hausgrundrisse. Ab Phase I war die Siedlung mit einer rund 1,20 m breiten Mauer umgeben, deren Innenseite geglättet war und an der sich Pfostenspuren einer Palisade fanden.

## Belege
1. ↑  Bernhard Weninger u a.: Die Neolithisierung von Südosteuropa als Folge des abrupten Klimawandels um 8200 cal BP. In: D. Gronenborn (Hrsg.): Klimaveränderungen und Kulturwandel in neolithischen Gesellschaften Mitteleuropas, 6700–2200 v. Chr. Römisch-Germanisches Zentralmuseum, Mainz 2005, S. 92 ff.